# Жигимбай
Жигимбай (каз. Жігімбай) — древнее укрепление на территории Меркенского района Жамбылской области Казахстана. Занимает площадь 24×24 м, окружённую дувалом высотой 1 м. Жигимбай исследован в 1936 году археологом А. Н. Бернштамом. При раскопках обнаружены кувшины, котлы с двойными ручками, куби (высокий деревянный сосуд для взбалтывания кумыса). Жигимбай датируется X—VIII вв. до н. э.